# Grande Prêmio da Bélgica de 1970
Resultados do Grande Prêmio da Bélgica de Fórmula 1 realizado em Spa-Francorchamps em 7 de junho de 1970. Quarta etapa da temporada, neste dia o mexicano Pedro Rodríguez conquistou a última vitória de sua carreira, guiando então para a BRM.

## Resumo

### Bruce McLaren (1937-1970)
No intervalo entre as provas de Mônaco e da Bélgica, a Fórmula 1 foi surpreendida pela notícia da morte de Bruce McLaren, piloto neozelandês fundador da equipe que leva seu nome. O triste fato ocorreu em 2 de junho de 1970 no Circuito de Goodwood, Reino Unido, durante um teste para a Can-Am, categoria automobilística popular nos Estados Unidos e Canadá, quando (acredita-se) o motor explodiu e destroçou a carenagem traseira do carro de Bruce McLaren. Sem estabilidade aerodinâmica, o bólido McLaren M8D saiu da pista e atingiu um posto de observação a aproximadamente 290 km/h e, segundo o jornal O Globo, "o piloto foi retirado das ferragens já sem vida". Por conta da morte de seu fundador, a equipe McLaren não participou da prova belga.
Como se não bastasse a dor da perda, a equipe enlutada sofreu outro revés, pois Denny Hulme convalescia após um acidente nos treinos para as 500 Milhas de Indianápolis em virtude de queimaduras em suas mãos.

### Dois pilotos na Ferrari
Representante único da Ferrari nas três primeiras corridas do ano, Jacky Ickx teria ao seu lado na Bélgica o italiano Ignazio Giunti. Em sentido inverso o time de Ken Tyrrell correria somente com Jackie Stewart, pois o francês Johnny Servoz-Gavin decidiu aposentar-se por causa de um problema de visão que o acometia desde sua participação num evento off-road durante o inverno. Quanto à equipe Lotus a mesma decidiu usar o Lotus 72, previamente utilizado na Grande Prêmio da Espanha.
Mudanças à parte, Jackie Stewart conquistou mais um pole position em sua March/Tyrrell com Jochen Rindt confirmando os prognósticos a respeito do Lotus 72 e Chris Amon em terceiro com uma March "original". A Ferrari de Jacky Ickx estava na segunda fila com a Brabham de Jack Brabham, enquanto a fila seguinte contava com Pedro Rodriguez, pela BRM, Rolf Stommelen na segunda Brabham e Ignazio Giunti estreando em oitavo lugar pela Casa de Maranello.

### Rodríguez e a BRM vencem
Em 1969 os pilotos, sob a liderança de Jackie Stewart, recusaram-se a correr em Spa-Francorchamps alegando que a pista belga era tão rápida quanto perigosa, raciocínio ilustrado pelo acidente no Grande Prêmio da Bélgica de 1966 quando o próprio Stewart, então na British Racing Motors (BRM), sofreu um acidente e caiu numa vala enquanto a gasolina fluía de seu carro expondo o britânico ao risco de morte por explosão, mas felizmente a ação rápida de Graham Hill salvou a vida de seu compatriota e companheiro de equipe. Agora piloto da March, Stewart capturou a pole position, mas fez valer sua autoridade de campeão mundial ao defender um novo boicote à prova. O motivo? Temor pela vida dos pilotos em caso de chuva, ideia apoiada por Graham Hill e combatida de forma veemente por Jacky Ickx: "Devemos aceitar os riscos que esse trabalho envolve, incluindo o risco de perder sua vida!"; no que foi rebatido por Stewart: "Nós não fazemos esse trabalho para morrer"...
Sem chuva, os pilotos alinharam para a prova e no momento da largada Amon tomou o primeiro lugar de Stewart, mas levou o troco no giro seguinte. Determinado, o neozelandês voltou à liderança, mas na quinta volta a surpresa: Pedro Rodríguez pôs sua BRM adiante dos carros da March e liderou tendo Amon atrás de si até a bandeirada final. Na disputa pela terceira posição ficaram pelo caminho por quebra de motor ou falha na embreagem nomes como Jochen Rindt, Jackie Stewart e Jack Brabham, mas quando parecia que Jacky Ickx herdaria a posição, sua Ferrari ficou sem combustível a duas voltas do fim da prova e assim a Matra de Jean-Pierre Beltoise garantiu o último degrau no pódio. Bem posicionada em quarto lugar, a Matra de Henri Pescarolo teve uma pane elétrica e foi ultrapassada pela Ferrari de Ignazio Giunti, quarto colocado em sua estreia na categoria, e pela Brabham de Rolf Stommelen, enquanto Pescarolo, mesmo parado, ainda conseguiu terminar em sexto lugar.
Nesta que foi a última corrida no antigo traçado de 14 km do Circuito de Spa-Francorchamps, Pedro Rodríguez venceu pela última vez em sua carreira enquanto Chris Amon assinalou sua primeira volta mais rápida, algo inédito também para o seu time, a March. Com 10 pontos, o mexicano da BRM estava em terceiro na tabela a três pontos de Jackie Stewart e cinco de Jack Brabham, líder do mundial de pilotos. Dentre os construtores a March tinha 19 pontos, dois de diferença em relação à Brabham e quatro ante a McLaren.

### 50 anos de jejum
Mesmo com Pedro Rodríguez bem posicionado na classificação, um novo triunfo mexicano na categoria só veio a ocorrer quando Sergio Pérez triunfou no Grande Prêmio de Sakhir de 2020 a bordo de uma Racing Point.

### Bélgica ausente em 1971
Em comunicado feito no dia 15 de março de 1971 o Real Clube de Automobilismo anunciou o cancelamento do Grande Prêmio da Bélgica previsto para 6 de junho daquele ano. Tal decisão foi motivada pela falta de segurança em Spa-Francorchamps combinada com a falta de recursos financeiros para melhorar as condições da tradicional pista belga, substituída a partir de 1972 por Nivelles e Zolder. O regresso de Spa-Francorchamps ao calendário da Fórmula 1 ocorreria apenas em 1983.

## Classificação da prova
| Pos.   | Nº | Piloto               | Construtor     | Voltas | Tempo/Diferença         | Grid | Pontos |
| ------ | -- | -------------------- | -------------- | ------ | ----------------------- | ---- | ------ |
| 1      | 1  | Pedro Rodríguez      | BRM            | 28     | 1:38:09.9               | 6    | 9      |
| 2      | 10 | Chris Amon           | March-Ford     | 28     | + 1.1                   | 3    | 6      |
| 3      | 25 | Jean-Pierre Beltoise | Matra          | 28     | + 1:43.7                | 11   | 4      |
| 4      | 28 | Ignazio Giunti       | Ferrari        | 28     | + 2:38.5                | 8    | 3      |
| 5      | 19 | Rolf Stommelen       | Brabham-Ford   | 28     | + 3:31.8                | 7    | 2      |
| 6      | 26 | Henri Pescarolo      | Matra          | 27     | Pane elétrica           | 17   | 1      |
| 7      | 9  | Jo Siffert           | March-Ford     | 26     | Pressão do combustível  | 10   |        |
| 8      | 27 | Jacky Ickx           | Ferrari        | 26     | + 2 voltas              | 4    |        |
| NC     | 14 | Ronnie Peterson      | March-Ford     | 20     | Não classificado        | 9    |        |
| Ret    | 18 | Jack Brabham         | Brabham-Ford   | 19     | Embreagem               | 5    |        |
| Ret    | 23 | Graham Hill          | Lotus-Ford     | 19     | Motor                   | 16   |        |
| Ret    | 11 | Jackie Stewart       | March-Ford     | 14     | Motor                   | 1    |        |
| Ret    | 21 | John Miles           | Lotus-Ford     | 13     | Câmbio                  | 13   |        |
| Ret    | 20 | Jochen Rindt         | Lotus-Ford     | 10     | Motor                   | 2    |        |
| Ret    | 2  | Jackie Oliver        | BRM            | 7      | Motor                   | 14   |        |
| Ret    | 7  | Piers Courage        | De Tomaso-Ford | 4      | Pressão do óleo         | 12   |        |
| Ret    | 8  | Derek Bell           | Brabham-Ford   | 1      | Câmbio                  | 15   |        |
| DNS    | 22 | Alex Soler-Roig      | Lotus-Ford     |        | Poucas voltas no treino |      |        |
| Fonte: |    |                      |                |        |                         |      |        |

## Tabela do campeonato após a corrida
|        | Pos. | Piloto          | Pontos |
| ------ | ---- | --------------- | ------ |
|        | 1    | Jack Brabham    | 15     |
|        | 2    | Jackie Stewart  | 13     |
| 9      | 3    | Pedro Rodríguez | 10     |
| 1      | 4    | Jochen Rindt    | 9      |
| 1      | 5    | Denny Hulme     | 9      |
| Fonte: |      |                 |        |

|        | Pos. | Construtor   | Pontos |
| ------ | ---- | ------------ | ------ |
| 3      | 1    | March-Ford   | 19     |
| 1      | 2    | Brabham-Ford | 17     |
| 1      | 3    | McLaren-Ford | 15     |
| 1      | 4    | Lotus-Ford   | 14     |
|        | 5    | Matra        | 11     |
| Fonte: |      |              |        |

- Nota: Somente as primeiras cinco posições estão listadas. Cada piloto computaria seis de sete resultados na primeira metade do campeonato e cinco de seis na segunda metade. Neste ponto esclarecemos: na tabela dos construtores figurava somente o melhor colocado dentre os carros de um time.